# Douglas Fairbanks Jr.
Pour les articles homonymes, voir Fairbanks.
Douglas Fairbanks Jr. est un acteur, producteur et scénariste américain, né le 9 décembre 1909 à New York (États-Unis) et mort dans cette même ville le 7 mai 2000.

## Biographie

### Jeunesse

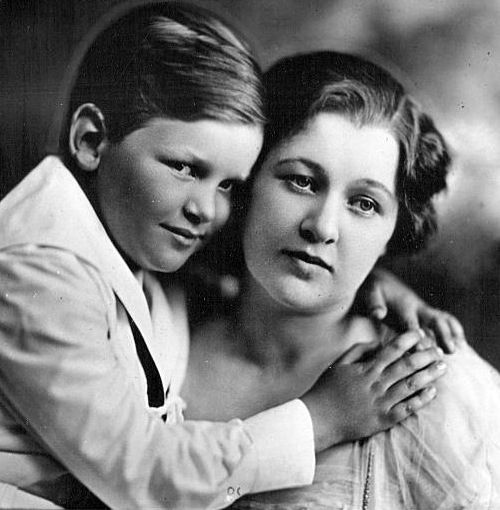
Fairbanks, enfant, avec sa mère

Douglas Elton Fairbanks Jr. naît à New York. Il est le seul enfant de l'acteur Douglas Fairbanks et d'Anna Beth Sully, fille de l'industriel riche Daniel J. Sully. Le père de Fairbanks est l'une des premières icônes du cinéma et est reconnu pour des films d'aventure tels que Le Signe de Zorro, Robin des Bois et Le Voleur de Bagdad. Fairbanks joue de petits rôles dans les films de son père, American Aristocracy (1916) et Les Trois Mousquetaires (1921).
Ses parents divorcent quand il a neuf ans, et tous deux se remarient,. Il vit avec sa mère à New York, en Californie, à Paris et à Londres.
Fairbanks commence son éducation à l'école exclusive Hollywood School for Boys à Los Angeles. Après que sa mère et son beau-père déménagent à New York, il fréquente la Bovee School, une école primaire privée pour garçons. Pendant qu'il fréquente Bovee, il est également inscrit dans une académie de formation militaire après l'école appelée Knickerbocker Greys, qu’il fréquente pendant un an en tant que membre du corps de tambours. De retour en Californie, il fréquente la Harvard Military School, puis poursuit ses études à la Polytechnic School (en) à Pasadena. Après que sa mère et lui déménagent en France, Fairbanks fréquente le lycée Janson-de-Sailly.

### Carrière cinématographique

#### Stephen Steps Outet Paramount
Largement en raison du nom de son père, en mai 1923, Fairbanks Jr. signe un contrat avec Paramount Pictures à l'âge de 13 ans, pour un montant de 1 000 dollars par semaine pendant trois ans. Il est signé par Jesse L. Lasky, qui déclare que le jeune Fairbanks « représente le garçon américain typique dans ce qu'il a de meilleur » et ajoute qu'il est probable qu'il soit présenté dans un film sur Tom Sawyer,.
« Je ne pense pas que ce soit la bonne chose à faire pour le garçon », dit son père. « Je veux qu'il continue son éducation. Il n'a que 13 ans ». Le jeune acteur arrive à Hollywood en juin 1923 et est acclamé par la foule.
Tom Sawyer n'est pas réalisé. À la place, Fairbanks Jr. apparaît dans Stephen Steps Out (1923),,. Le film ne connaît pas de succès.
Paramount et lui se séparent d'un commun accord, et Doug part pour Paris reprendre ses études. Un an plus tard, il retourne au studio, embauché à ce que Fairbanks appelle des « salaires de famine », travaillant comme assistant caméraman.
« Je suis impatient de construire ma carrière d'acteur lentement et avec soin », dit-il en 1928. « Je ne veux pas être un jeune premier blond avec un nez aquilin et des dents blanches éclatantes ».
Paramount lui donne des rôles secondaires dans The Air Mail (1925) et Blanco, cheval indompté (1925).

#### Stella DallasetYoung Woodley
Samuel Goldwyn l'embauche pour jouer le rôle de jeune homme dans Le Sublime Sacrifice de Stella Dallas (1925), qui devient son premier succès au box-office. Il joue des rôles secondaires dans The American Venus (1926) et Padlocked (1926) de Paramount. Chez Warner Bros., Fairbanks joue dans Broken Hearts of Hollywood (1926), puis chez Metropolitan Pictures, il est dans Man Bait (1927).
Chez MGM, il est dans Women Love Diamonds (1927) d'Edmund Goulding, et pour Alfred E. Green chez Fox, il est dans Is Zat So? (1927). Il soutient Will Rogers dans A Texas Steer (1927). En 1927, Fairbanks fait ses débuts sur scène dans Young Woodley, tiré d’un livre de John Van Druten. Fairbanks Jr. reçoit d'excellentes critiques et la production est un succès — la pièce contribue grandement à améliorer sa réputation à Hollywood. L’une des spectatrices régulières est Joan Crawford, avec qui Fairbanks entame une relation amoureuse,. Il apparaît également dans une production théâtrale de Saturday's Children.

#### Premiers rôles principaux

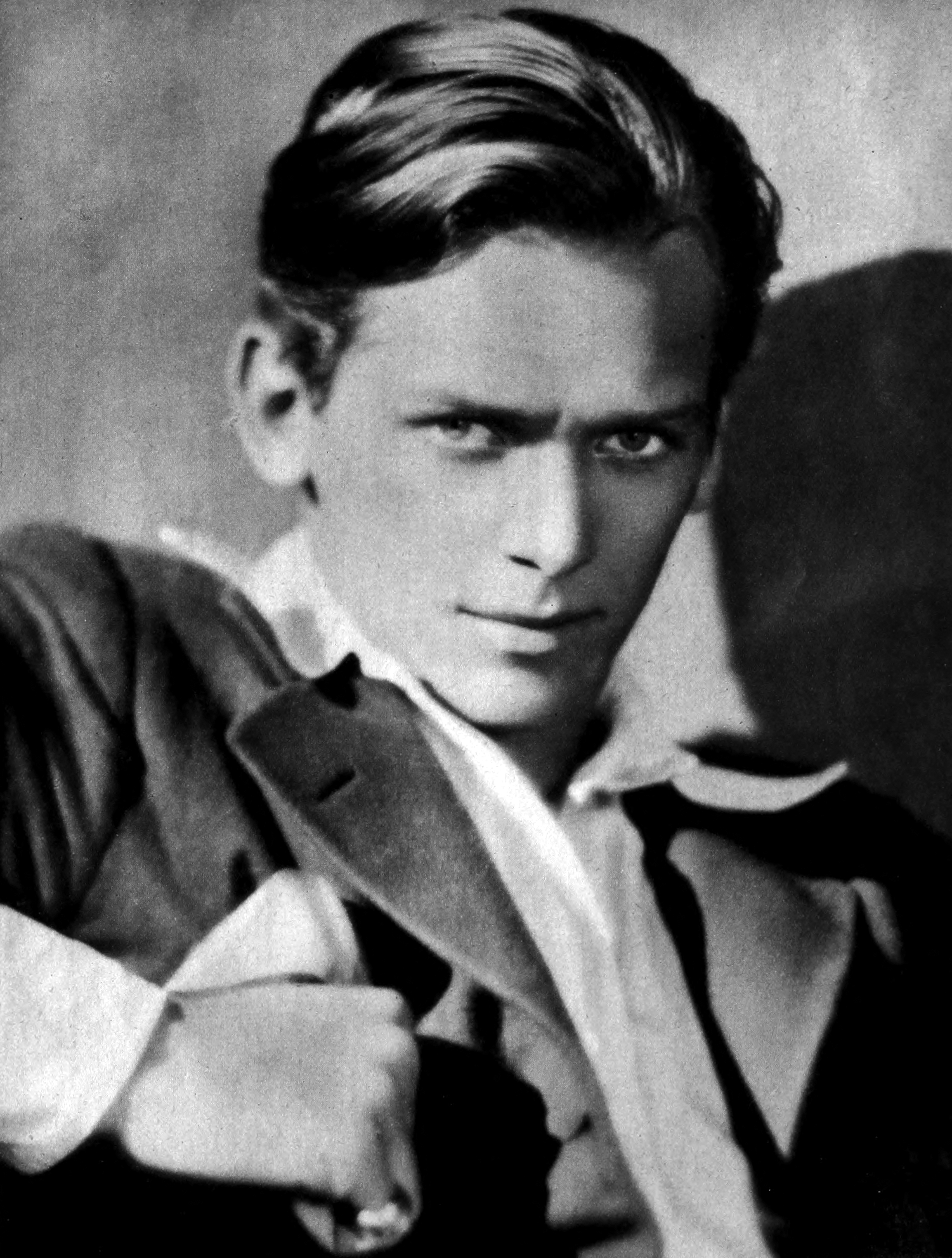
Douglas Fairbanks Jr. en 1928.

Le deuxième rôle principal de Fairbanks est dans Dead Man's Curve (1928) pour FBO. Il est le partenaire principal d'Helene Chadwick dans Modern Mothers (1928) chez Columbia, et il joue dans The Toilers (1928) pour Tiffany. Fairbanks joue dans un autre film pour Columbia, The Power of the Press (1928), réalisé par Frank Capra. Il retourne aux rôles secondaires pour The Barker (1928) chez First National, son premier « talkie » et A Woman of Affairs (1928) chez MGM avec Greta Garbo et John Gilbert.
Fairbanks obtient un autre rôle principal chez FBO avec The Jazz Age (1929) et reçoit le rôle principal avec Loretta Young dans L'Âge ardent (1929) chez Warner Bros. Il apparaît dans Jeunes filles modernes (1929) de MGM aux côtés de Crawford.

#### First National et Warner Bros.
First National donne à Fairbanks un rôle principal dans The Careless Age (1929), et retrouve Young dans The Forward Pass (1929). Il fait partie des nombreuses stars du film The Show of Shows (1929). En septembre 1929, il retourne sur scène dans une production de The Youngest. Victor Halperin lui donne le rôle principal dans Party Girl (1930), et Ted Wilde le fait jouer pour la troisième fois avec Young dans Loose Ankles (1930), de retour chez First National.
En 1930, Fairbanks Jr. se rend chez Warner Bros. pour un test de second rôle dans Moby Dick. Bien qu'il n'obtienne pas le rôle, le chef de la production Darryl F. Zanuck est impressionné par les essais et le choisit pour un rôle important dans La Patrouille de l'aube, réalisé par Howard Hawks. Universal l'embauche pour lui confier le rôle principal dans The Little Accident (1930), et chez Warner Bros., il tient le rôle principal dans The Way of All Men (1930). Il endosse un second rôle auprès de Leslie Howard dans le prestigieux Outward Bound (1930) et est le partenaire principal de Billie Dove dans One Night at Susie's (1930).

#### Little Caesar
Fairbanks tient un rôle secondaire aux côtés d'Edward G. Robinson dans Le Petit César (film) (1931), tourné en août 1930. « Nous savons que ce serait bon en le tournant, mais pas que cela deviendrait un classique », dira-t-il plus tard. Le film est un grand succès, et Warner Bros. offre à Fairbanks Jr. un contrat avec un droit de regard sur le casting et le scénario — un privilège dont, selon Fairbanks Jr., seul un autre acteur du studio, Richard Barthelmess, bénéficie.
« Par pur hasard, j'ai quatre succès d'affilée au début des années 1930, et bien que je sois encore dans la vingtaine, je demande et obtiens un droit de regard sur le casting, l'histoire et le réalisateur. Je ne sais pas comment j'ai réussi à obtenir cela, mais je l'ai fait! ». Parce qu'il parle français, il est choisi pour L'Aviateur (1931). De retour à Hollywood, il tourne dans Chances (1931) et I Like Your Nerve (1931) avec Young.
En juin 1931, il joue dans une autre pièce, The Man in Possession, qu'il produit également avec Sid Grauman. Fairbanks dit qu'il veut s'éloigner des aventures en costume, associées à son père. Il joue dans deux films d'Alfred E. Green, Gare centrale (1932), un mélodrame avec Joan Blondell, et la comédie It's Tough to Be Famous (1932). Il joue dans un film tourné en français, L'Athlète incomplet (1932).
Il tient le rôle principal dans Love Is a Racket (1932) de William Wellman et dans Scarlet Dawn (1932) de William Dieterle. Fairbanks tourne un autre film avec Green, Le Parachutiste (1933), qui donne un premier rôle important à Bette Davis. Fairbanks joue à nouveau avec Young dans La Vie de Jimmy Dolan (1933) et tourne Un coin perdu (1933) avec Green. RKO embauche Fairbanks pour seconder Katharine Hepburn dans Gloire éphémère (1933), un grand succès.
Fairbanks rejoue avec Howard dans Capturé (1933). En 1934, Warner demande à toutes ses stars de réduire leur salaire de 50 % en raison de la Grande Dépression. Fairbanks Jr. refuse et est licencié du studio. Il reçoit une offre de travail en Grande-Bretagne et y passe les années suivantes, s'installant dans la Park Lane de Londres.

#### Grande-Bretagne et Criterion films
Fairbanks part en Grande-Bretagne pour jouer dans Catherine de Russie (1934) d'Alexandre Korda, interprétant le grand-duc Pierre aux côtés d'Elisabeth Bergner. « Hollywood devient un fardeau », dit-il à l'époque. « Ils me font tourner cinq à six films par an. Certains semblent bien sur le papier, mais ils finissent par être des films de série. Une fois tous les trois ans, j'obtiens un rôle qui m'intéresse. Je continue à gravir et descendre l'échelle sans vraiment progresser. Il n'y a rien de stable dans ma carrière à Hollywood ».
Il a l'intention de retourner à Hollywood pour apparaître dans Design for Living, mais tombe malade et est remplacé par Gary Cooper. Il revient finalement à Hollywood pour Success at Any Price (1934) chez RKO, puis retourne à Londres pour Mimi (1935). Ce dernier film met en vedette Gertrude Lawrence, avec qui Fairbanks Jr. entame une relation amoureuse. Il annonce qu'il tournera Zorro Rides Again avec son père.
Fairbanks tombe malade pendant l'épidémie de grippe de 1936.
Fairbanks crée sa propre société de production cinématographique, Criterion Films, où siège, parmi les membres du conseil, Paul Czinner. Parmi les films de Criterion, on trouve Man of the Moment (1935), The Amateur Gentleman (en) (1936), Le Danger d'aimer (en) (1936) et Les Deux Aventuriers (1937). Il est annoncé dans Lancelot, mais le film ne se fait pas.

#### Retour à Hollywood et concentration sur les rôles d'action
Fairbanks Jr. retourne à Hollywood lorsque David O. Selznick lui propose le rôle de Rupert de Hentzau dans Le Prisonnier de Zenda (1937). Il est réticent à accepter le rôle, mais son père l'encourage à le faire, affirmant que c'est un rôle « à même de mettre l’acteur à l’épreuve ». Le film est un grand succès.
En décembre 1937, il signe un contrat non exclusif avec RKO pour réaliser deux films par an pendant cinq ans, à 75 000 $ par film. RKO l'utilise comme partenaire principal d'Irene Dunne dans Quelle joie de vivre (1938). Chez Universal, il est le partenaire de Danielle Darrieux dans La Coqueluche de Paris (1938) et de Ginger Rogers dans Vacances payées (1938) de RKO. Selznick à de nouveau recours à lui dans La Famille sans-souci (1938) avec Janet Gaynor.
Fairbanks connaît ensuite son plus grand succès avec Gunga Din (1939) de RKO, aux côtés de Cary Grant et Victor McLaglen. Il commence à travailler de plus en plus dans des films d'action/aventure : Frères héroïques (1939) chez Universal ; Les Maîtres de la mer (1939) chez Paramount ; L'Enfer vert (1940) pour James Whale chez Universal, un échec ; et Safari (1940) chez Paramount.
Il change de registre en jouant dans et en coproduisant L'Ange de Broadway (1940), écrit et réalisé par Ben Hecht chez Columbia. Son dernier film avant de s'engager est Vendetta (1941), un film de cape et d'épée réalisé en hommage à son père, mort en 1939. Fairbanks n'a pas confiance dans le film pendant le tournage (« Je pensais que nous prenions des raccourcis »), mais il connaît un énorme succès.

### Seconde Guerre mondiale

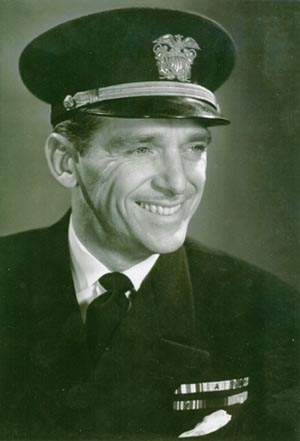
Douglas Fairbanks Jr., « père des Beach Jumpers de la marine américaine ».

Fairbanks est nommé officier de réserve dans la United States Navy lorsque les États-Unis entrent en guerre, et est affecté à l'état-major commando de Lord Mountbatten au Royaume-Uni.
En 1941, le président Franklin D. Roosevelt le nomme envoyé spécial en Amérique du Sud. Fairbanks sert à bord du croiseur USS Wichita pendant l'opération désastreuse du convoi PQ 17.
Le lieutenant Fairbanks est ensuite transféré à Virginia Beach, où il est placé sous le commandement de l'amiral H. Kent Hewitt, qui prépare les forces navales américaines pour l'invasion de l'Afrique du Nord. Fairbanks convainc Hewitt des avantages d'une unité de déception militaire, puis répète la proposition à la demande de Hewitt à l'amiral Ernest King, chef des opérations navales. King émet alors une lettre secrète le 5 mars 1943, chargeant le vice-chef des opérations navales du recrutement de 180 officiers et 300 hommes de troupe pour le programme Beach Jumpers.
La mission des Beach Jumpers consiste à simuler des débarquements amphibies avec une force très limitée. Opérant à des kilomètres des véritables plages de débarquement et utilisant leur équipement de déception, les Beach Jumpers attirent l'ennemi en lui faisant croire que leur débarquement est le principal.
Les Beach Jumpers de la marine américaine voient leur première action lors de l'opération Husky, l'invasion de la Sicile. Pendant le reste de la guerre, les Beach Jumpers mènent leurs opérations dangereuses en eaux peu profondes à travers la Méditerranée.
Pour sa planification des opérations de diversion et de déception et sa participation à l'assaut amphibie dans le sud de la France, le lieutenant-commandant Fairbanks reçoit la Légion du mérite de la marine américaine avec V en bronze (pour la bravoure), la croix de guerre de la valeur militaire, la Légion d'honneur française et la croix de guerre avec palme, et la Distinguished Service Cross britannique.
Fairbanks reçoit également la Silver Star pour sa bravoure lors de son service sur les PT boats, et en 1942, il est fait Officier de l'Ordre national de la Croix du Sud, décerné par le gouvernement brésilien,.
Parmi ses autres exploits figure le naufrage de la corvette UJ-6083 (ayant servi anciennement sous le nom de Capriolo, navire de la classe Gabbiano, dans la Regia Marina) alors qu'il commande une division mixte de vedettes-torpilleurs américaines et de canonnières britanniques de la classe Insect, ainsi que d'autres petites embarcations. Fairbanks commande depuis l'HMS Aphis. Fairbanks demeure dans la réserve navale des États-Unis après la guerre et prend finalement sa retraite avec range de capitaine de vaisseau en 1954. En 1982, Fairbanks reçoit la croix de l’ordre du Mérite de la République fédérale d'Allemagne pour sa contribution à l'aide aux nécessiteux en Allemagne occupée[réf. nécessaire].

### Après-guerre

#### Hollywood

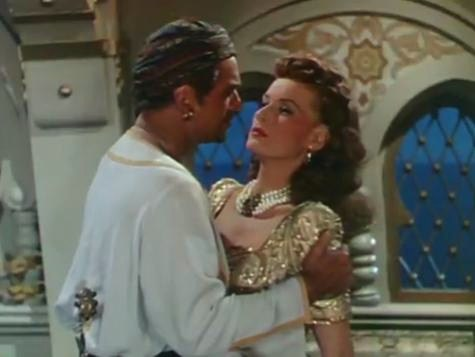
Fairbanks avec Maureen O'Hara dans Le marin (1947).

Fairbanks retourne à Hollywood à la fin de la Seconde Guerre mondiale. Il passe deux ans à trouver un film pour relancer sa carrière, et choisit Sinbad le marin (1947), qui n'est pas un grand succès.
Il enchaîne avec L'Exilé (1947), un autre film de cape et d'épée, que Fairbanks écrit et produit ; il est réalisé par Max Ophüls. Le film est le premier des trois films indépendants que Fairbanks doit produire — les autres étant une adaptation cinématographique de la bande dessinée Terry et les Pirates et un film intitulé Happy Go Lucky,. Ce film est également un échec au box-office.
Il pense que sa carrière sera relancée par La Dame au manteau d'hermine avec Betty Grable, mais le réalisateur Ernst Lubitsch meurt pendant la production et est remplacé par Otto Preminger ; le film qui en résulte n'est pas un succès, et Fairbanks Jr. pense que cela lui coûte sa carrière. Fairbanks tente un autre film de cape et d'épée pour sa propre société, Aventure en Irlande (1949).

#### Carrière britannique
En tant qu'anglophile confirmé, Fairbanks passe beaucoup de temps au Royaume-Uni après la Seconde Guerre mondiale, où il est bien connu dans les cercles sociaux les plus élevés. Il est fait chevalier commandeur honoraire de l'ordre de l'Empire britannique (KBE) en 1949. En 1950, il achète une maison, « The Boltons » à Mayfair, Londres, qui devient sa résidence principale jusqu'à ce qu'il la vende en 1973 pour déménager en Floride.
Le College of Arms de Londres accorde à Fairbanks un blason symbolisant les États-Unis et la Grande-Bretagne unis à travers l'océan Atlantique par un nœud de soie de l'amitié.
Fairbanks joue dans le thriller britannique Secret d'État (1950), écrit et réalisé par Sidney Gilliat, et une comédie pour Val Guest, Mister Drake's Duck (1951).
Entre 1954 et 1956, il réalise également un certain nombre de programmes de trente minutes dans l'un des plus petits studios d'Elstree dans le cadre d'une syndication série anthologique pour la télévision intitulée Douglas Fairbanks Presents,.
Pendant les années 1950, Fairbanks apparaît en tant que lui-même dans des épisodes de plusieurs émissions de télévision américaines, telles que Your Show of Shows, The Ford Show, The Steve Allen Plymouth Show et What's My Line?.
Il coproduit les films The Silken Affair (1957) et Chase a Crooked Shadow (1958).
En 1961, il est invité au mariage de Katharine Worsley avec Edward de Kent.

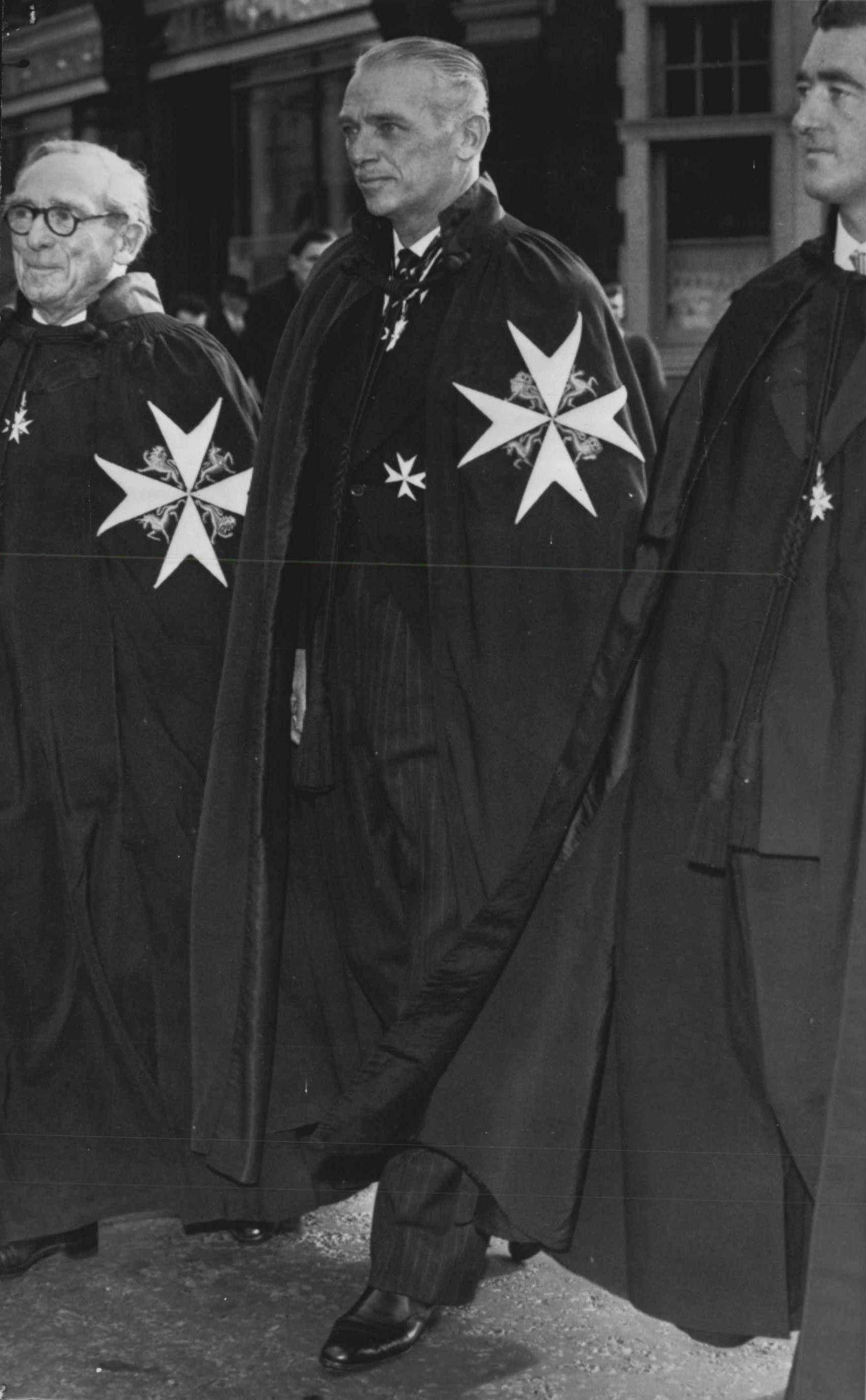
Fairbanks en 1958 portant le manteau et les insignes de l'Ordre de Saint-Jean.

Il fait des apparitions dans des séries comme Route 66, The DuPont Show of the Week, The United States Steel Hour (en), The Red Skelton Hour, Dr Kildare et ABC Stage 67. Il joue le roi Richard dans une comédie musicale télévisée The Legend of Robin Hood (1968).

### Fin de carrière
Sur scène, Fairbanks joue dans My Fair Lady en 1968, et dans The Pleasure of His Company à plusieurs reprises, notamment lors de tournées aux États-Unis de 1970 à 1972 et dans la production australienne de 1977 avec Stanley Holloway, David Langton, Carole Ray et Christine Amore,. Il apparaît dans des téléfilms et séries télévisées, notamment The Crooked Hearts (1972), The Hostage Tower (1980) et The Love Boat.
Son dernier film est Le Fantôme de Milburn (1981). Ses derniers rôles à la télévision sont dans la mini-série Strong Medicine (1987) et la série télévisée B.L. Stryker. Il est le sujet de This Is Your Life en 1989, lorsque Michael Aspel le surprend dans le hall des studios Teddington de Thames Television[réf. nécessaire].
Fairbanks s'implique également dans plusieurs entreprises commerciales prospères. Celles-ci incluent la fabrication de stylos à bille, le développement immobilier, la gestion d'œuvres théâtrales sous copyright et la production de films.

### Vie personnelle
Sa première relation notable est avec l'actrice Joan Crawford, qu'il commence à fréquenter sérieusement pendant le tournage de Our Modern Maidens. Fairbanks et Crawford se marient le 3 juin 1929 à la « chapelle des Acteurs », l'église Saint-Malachie de New York à Manhattan, bien qu'aucun des deux ne soit catholique. Fairbanks n'a que 19 ans ; Crawford est plus âgée de 3 ou 4 ans. Leurs témoins sont sa mère, Beth Sully, et l'acteur Jack Whiting,:208,211 qui se marient eux-mêmes quelques semaines plus tard:213.
Fairbanks et Crawford voyagent en Grande-Bretagne pour une lune de miel tardive, où il est reçu par Noël Coward, Gertrude Lawrence, Beatrice Lillie et George de Kent. Il devient actif dans la société et la politique, mais Crawford est beaucoup plus intéressée par sa carrière et a une liaison avec Clark Gable. Dans sa première autobiographie, il admet plus tard qu'il a également été infidèle pendant cette période et qu'il a tenté sans succès de séduire Katharine Hepburn pendant le tournage de Gloire éphémère. Le couple divorce en 1933, mais le divorce ne devient définitif qu'un an plus tard.
Malgré leur divorce, Fairbanks défend rapidement Crawford lorsque sa fille adoptive, Christina Crawford, publie Mommie Dearest, une biographie accablante de la vie personnelle de Crawford. Il déclare fermement : « La Joan Crawford dont j'ai entendu parler dans Mommie Dearest n'est pas la Joan Crawford que je connaissais à l'époque ». Dans son autobiographie, il déclare qu'il n'a jamais vu d'accès de colère significatifs chez Crawford pendant leur mariage et qu'elle était plus susceptible de bouder ou de se disputer que de se mettre en colère.
Le 22 avril 1939, Fairbanks épouse Mary Lee Hartford (née Mary Lee Epling), ancienne épouse de Huntington Hartford, héritier des supermarchés A&P. Il lui reste dévoué jusqu'à sa mort en 1988. Ils ont trois filles : Daphne, Victoria et Melissa, ainsi que huit petits-enfants et 10 arrière-petits-enfants. Le 30 mai 1991, Fairbanks épouse Vera Lee Shelton, une merchandiser pour QVC Network Inc..
Douglas Fairbanks Jr. est prétendu être l'homme nu sur les photos compromettantes utilisées comme preuves dans le procès de divorce de Margaret Campbell, duchesse d’Argyll en 1963,. Cependant, en 2013, Lady Colin Campbell, belle-fille de Margaret Campbell, révèle que l'homme sur la photo était en réalité Bill Lyons, directeur commercial de Pan American Airlines.
Fairbanks est également nommé en lien avec le Scandale Profumo.
Fairbanks est ami avec Laurence Olivier et fait partie des contributeurs à un documentaire de The South Bank Show intitulé Laurence Olivier: A Life. Il est également un ami proche de Sir Rex Harrison et intervient lors du service commémoratif de Harrison à New York[réf. nécessaire].
Il écrit son autobiographie The Salad Days en 1988. De plus, Fairbanks écrit un récit de ses expériences pendant la Seconde Guerre mondiale, A Hell of a War, publié en 1993. Au-delà de ses deux volumes d'autobiographie, Fairbanks collabore avec Richard Schickel sur l'enquête illustrée sur Fairbanks Sr. et Jr. intitulée The Fairbanks Album (1975) et avec Jeffrey Vance pour une étude critique/biographie de Fairbanks Sr. qui sera finalement publiée sous le titre Douglas Fairbanks (2008).

### Mort et héritage

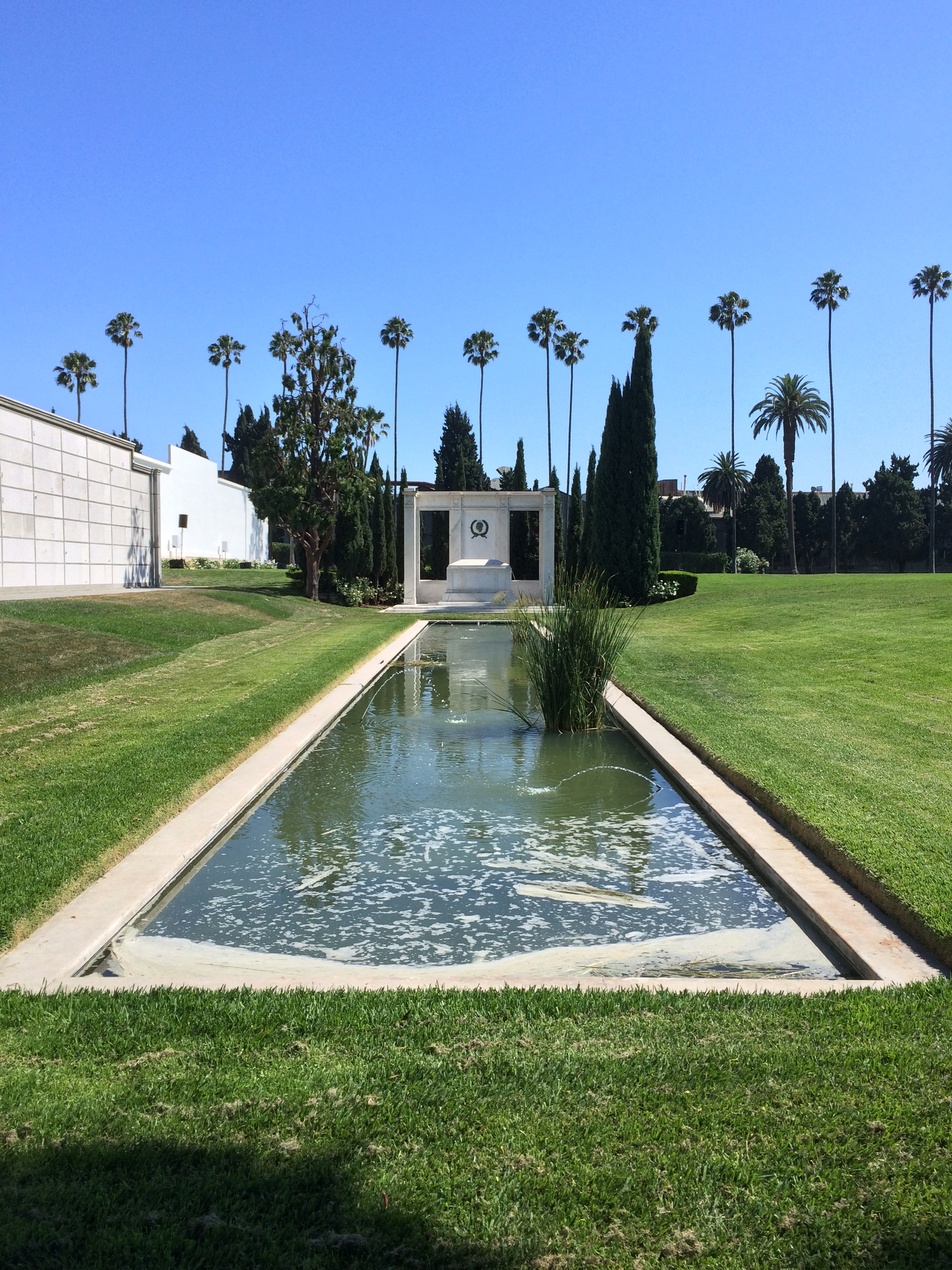
Tombe de Fairbanks à Hollywood Forever

Le matin du 7 mai 2000, Fairbanks meurt à l'âge de 90 ans d'une crise cardiaque et est inhumé au Hollywood Forever Cemetery à Hollywood, en Californie, dans le même tombeau que son père.
Fairbanks a trois étoiles sur le Hollywood Walk of Fame : une pour le cinéma au 6318 Hollywood Boulevard, une pour la télévision au 6665 Hollywood Boulevard et une pour la radio au 6710 Hollywood Boulevard. En 1969, il est intronisé au Hall of Fame de la International Best Dressed List.
La collection d'images en mouvement de Douglas Fairbanks Jr., conservée à l'Academy Film Archive, comprend plus de 90 bobines de films familiaux.

### Héritage
Les effets personnels de Fairbanks sont vendus aux enchères le 13 septembre 2011 par Doyle New York, dépassant les prévisions et rapportant plus de 500 000 dollars.

## Filmographie

### Comme acteur

#### Cinéma
- 1916 : American Aristocracy : Newsboy
- 1921 : Les Trois Mousquetaires (The Three Musketeers) : Boy
- 1923 : La Première Aventure de Douglas Fairbanks Junior (Stephen Steps Out) de Joseph Henabery : Stephen Harlow Jr.
- 1925 : Les Pirates de l'air (The Air Mailde) d'Irvin Willat : Sandy
- 1925 : Blanco, cheval indompté de George B. Seitz : Chess Weymer
- 1925 : Le Sublime Sacrifice de Stella Dallas de Henry King : Richard Grosvenor
- 1926 : Vénus moderne (The American Venus) de Frank Tuttle : Triton
- 1926 : Les Briseurs de joie (Padlocked) d'Allan Dwan : Sonny Galloway
- 1926 : Broken Hearts of Hollywood de Lloyd Bacon : Hal Terwilliger
- 1927 : Man Bait de Donald Crisp : Jeff Sanford
- 1927 : Women Love Diamonds de Edmund Goulding : Jerry Croker-Kelley
- 1927 : Non ! Pas possible ? (Is Zat So?) de Alfred E. Green : G. Clifton Blackburn
- 1927 : A Texas Steer de Richard Wallace : Farleigh Bright
- 1928 : Dead Man's Curve de Richard Rosson : Vernon Keith
- 1928 : Modern Mothers de Philip Rosen : David Starke
- 1928 : The Toilers de Reginald Barker : Steve
- 1928 : The Power of the Press de Frank Capra : Clem Rogers
- 1928 : Forains (The Barker) de George Fitzmaurice : Chris Miller
- 1928 : Intrigues (A Woman of Affairs) de Clarence Brown : Jeffry Merrick
- 1929 : The Jazz Age de Lynn Shores (en): Steve Maxwell
- 1929 : Jeunes filles modernes (Our Modern Maidens) de Jack Conway : Gil Jordan
- 1929 : L'Âge ardent (Fast Life) de John Francis Dillon Douglas Stratton
- 1929 : The Careless Age : Wyn
- 1929 : The Forward Pass : Marty Reid
- 1929 : The Show of Shows : Ambrose
- 1930 : Party Girl : Jay Rountree de Victor Halperin
- 1930 : Loose Ankles (en) : Gil 'Gilly' Hayden
- 1930 : La Patrouille de l'aube (The Dawn Patrol) d’Howard Hawks : Douglas 'Doug' Scott
- 1930 : The Little Accident de William James Craft : Norman Overbeck
- 1930 : The Way of All Men : Billy Bear
- 1930 : Outward Bound : Henry
- 1930 : One Night at Susie's (en) : Dick
- 1931 : Le Petit César (Little Caesar) de Mervyn LeRoy : Joe Massara
- 1931 : L'Aviateur
- 1931 : Chances de Allan Dwan : Jack Ingleside
- 1931 : I Like Your Nerve : Larry O'Brien
- 1932 : L'Athlète incomplet de Claude Autant Lara : Fred Miller
- 1932 : Gare centrale (Union Depot) de Alfred E. Green : Charles 'Chick' Miller
- 1932 : It's Tough to Be Famous : Scott 'Scotty' McClenahan
- 1932 : Love Is a Racket de William A. Wellman : James 'Jimmy' Russell
- 1932 : Fils de Russie (Scarlet Dawn) de William Dieterle : Baron Nikita 'Nikki' Krasnoff
- 1933 : Le Parachutiste (Parachute Jumper) : Bill Keller
- 1933 : La Vie de Jimmy Dolan (The Life of Jimmy Dolan) d'Archie Mayo : Jimmy Dolan
- 1933 : The Narrow Corner de Alfred E. Green : Fred Blake
- 1933 : Gloire éphémère (Morning Glory) de Lowell Sherman : Joseph Sheridan
- 1933 : Capturé (Captured!) de Roy Del Ruth : Lieutenant Fred 'Dig' Digby
- 1934 : Catherine de Russie : Grand Duke Peter
- 1934 : Success at Any Price (en) : Joseph 'Joe' Martin
- 1935 : Mimi : Rodolphe
- 1935 : Man of the Moment : Tony
- 1936 : The Amateur Gentleman (en) de Thornton Freeland : John Beverley aka Barnabas Barty
- 1936 : Le Danger d'aimer (en) (Accused) de Thornton Freeland : Tony Seymour
- 1937 : Les Deux Aventuriers (Jump for Glory) de Raoul Walsh : Ricky Morgan
- 1937 : Le Prisonnier de Zenda (The Prisoner of Zenda) de John Cromwell : Rupert of Hentzau
- 1938 : Quelle joie de vivre (Joy of living) de Tay Garnett : Daniel 'Dan' Brewster
- 1938 : La Coqueluche de Paris (The Rage of Paris) de Henry Koster : James 'Jim' Trevor
- 1938 : Vacances payées (Having Wonderful Time) : Chick Kirkland
- 1938 : La Famille sans-souci (The Young in Heart), de Richard Wallace : Richard Carleton
- 1939 : Gunga Din de George Stevens : Sgt. Thomas 'Tommy' Ballantine
- 1939 : Frères héroïques (The Sun Never Sets) de Rowland V. Lee : John Randolph
- 1939 : Les Maîtres de la mer (Rulers of the Sea) de Frank Lloyd : David 'Davie' Gillespie
- 1940 : Green Hell de James Whale : Keith Brandon
- 1940 : Safari (en) : Jim Logan
- 1940 : L'Ange de Broadway (Angels over Broadway) : Bill O'Brien
- 1941 : Vendetta (The Corsican Brothers) de Gregory Ratoff : Lucien Franchi / Mario Franchi
- 1947 : Sinbad le marin (Sinbad the Sailor) de Richard Wallace : Sinbad
- 1947 : L'Exilé (The Exile) de Marcel Ophuls : Charles II Stuart
- 1948 : La Dame au manteau d'hermine (That Lady in Ermine) de Otto Preminger : Col. Ladislas Karolyi Teglas / The duke
- 1949 : Aventure en Irlande (The Fighting O'Flynn) : The O'Flynn
- 1950 : Secret d'État (State Secret) : Dr John Marlowe
- 1951 : Mister Drake's Duck (en) : Donald 'Don' Drake
- 1953 : The Triangle : François Villon (segment A Lodging for the Night) TV (Théâtre Errol Flynn)[75]
- 1953 : The Genie : The Genie
- 1954 : Three's Company : narrateur / Anthony (segment The Scream' story)
- 1954 : The Red Dress : narrateur
- 1954 : Thought to Kill : narrateur
- 1954 : Destination Milan
- 1954 : The Last Moment : George Griffin
- 1955 : Faccia da mascalzone
- 1967 : Red and Blue (en) : The millionnaire
- 1976 : The Art of Film : narrateur
- 1978 : Kingdom of Gifts (en) (voix)
- 1981 : Le Fantôme de Milburn (Ghost Story) : Edward Charles Wanderley

#### Télévision
- 1968 : The Legend of Robin Hood (série télévisée) : King Richard
- 1972 : The Crooked Hearts : Rex Willoughby
- 1980 : La Tour Eiffel en otage (The Hostage Tower) : Malcolm Philpott
- 1986 : Les Caprices du destin (Strong Medicine) : Eli Camperdown

### Comme producteur
- 1936 : The Amateur Gentleman (en) de Thornton Freeland
- 1936 : Le Danger d'aimer (en) (Accused)
- 1937 : Les Deux Aventuriers (Jump for Glory)
- 1940 : L'Ange de Broadway (Angels over Broadway)
- 1947 : L'Exilé (The Exile)
- 1949 : Aventure en Irlande (The Fighting O'Flynn)
- 1953 : The Genie
- 1954 : Three's Company
- 1954 : Thought to Kill
- 1954 : The Red Dress
- 1954 : The Last Moment
- 1956 : The Silken Affair
- 1957 : Chase a Crooked Shadow

### Comme scénariste
- 1947 : L'Exilé (The Exile)
- 1949 : Aventure en Irlande (The Fighting O'Flynn)

### Documentaire
- 1996 : Douglas Fairbanks : la marque de Fairbanks documentaire de Christophe Champclaux : témoignage